# Изодинама
Изодина́ма (греч. ισος «изос» — равный, греч. δύναμις — сила, мощь) — изолиния одинаковых напряжённостей магнитного поля Земли. Изодинамы используются при составлении магнитограмм, а также при визуальном представлении магнитного поля.